# Oraesia striolata
Oraesia striolata là một loài bướm đêm trong họ Noctuidae.